# Tigaon
Tigaon ist eine philippinische Stadtgemeinde in der Provinz Camarines Sur. Sie liegt zwischen dem 1.966 Meter hohen, mit Urwald bewachsenen Mount Isarog und den Stränden des Golfs von Lagonoy. Die nächste größere Stadt ist Naga City.
Die Menschen leben hauptsächlich von der Landwirtschaft (Reis, Mais, Zuckerrohr, Abaca / Manila Hanf, Bananen) sowie Fischfang.

## Baranggays
Tigaon ist unterteilt in 23 Baranggays.
| - Abo - Cabalinadan - Caraycayon - Casuna - Consocep - Coyaoyao - Gaao - Gingaroy - Gubat - Huyonhuyon - Libod - Mabalodbalod | - May-Anao - Panagan - Poblacion - Salvacion - San Antonio - San Francisco - San Miguel - San Rafael - Talojongon - Tinawagan - Vinagre |